# Аден, Владимир Геннадьевич
Владимир Геннадьевич Аден (род. 1931) — советский российский учёный в области нестандартных реакторных испытаний, лауреат Государственной премии СССР.

## Биография
Родился 13 ноября 1931 года в Москве.
Окончил Московское высшее техническое училище (1955) по специальности инженер-механик. В 1955—1958 гг. был инженером ОКБ «Гидропресс».
С 1958 года работал в НИКИЭТ (НИИ-8): инженер, старший инженер, руководитель группы, зам. начальника отдела, зам. директора института и одновременно начальник отделения прочности, материаловедения и коррозии (1978—1996); впоследствии — директор отделения (1997—1999), директор по НИОКР ФГУП «Научно-исследовательский и конструкторский институт энерготехники имени Н. А. Доллежаля» (1999—2007).
Доктор технических наук. Автор 13 изобретений. Его научные интересы: процессы, приводящие к разрушению твэлов и их сборок (границы безопасной эксплуатации).
Лауреат Государственной премии СССР. Награждён орденом «Знак Почёта».
Женат, имеет двоих детей.